# 位相 (言語学)
位相（いそう、英語: phase）は、その言語を、どういう集団がどういう場面で使うかによって異なる、言語の様相。日本語学で用いられる用語。位相ごとの言語の特徴の違いを「位相差」、位相の違いによって表現に変異が見られる語を「位相語」と称する。

## 来歴
「位相」の概念を日本語学に初めて取り入れたのは菊沢季生であった。菊沢は、『国語研究』1-1（1933年）の論文「国語の科学的研究に就て」において、日本語研究の分野として「音韻論」「語義論」「文法論」などのほか、総合的研究として「位相論」を設けるべきことを主張した。
この「位相」は、物理学の位相（相）の概念を取り入れたものであった。菊沢は
　水は固体である時は氷であり、気体と化せば水蒸気となるのでありますが、それらの様相の相違を位相 (phase) の相違と物理学者は名付けてゐますが、この言語の様相姿態に就てもこの位相〔2字傍点〕なる術語を採用致しますならば、言語は社会が位相を異にする毎にその位相を異にし、国語学者は国語が位相を異にする毎にこれを研究する必要があるといふ事になる訳であります。
と述べており、水に氷や水蒸気などさまざまな様相があるように、言語にも使われる時と場合によってさまざまな変容があると考えたことが分かる。

## 現在の位相研究
言語にどのような位相があるかについて、菊沢は必ずしも網羅的に述べていないが、今日の日本語学では、女性語、若者言葉、幼児語、特定の階級の言葉、特定の職業の言葉、方言、口語・文語などは、いずれも、言語のさまざまな位相とみなされている。主に語彙の問題が位相語研究の中心となるが、田中章夫は発音や語法、文体、言語行動の様式、言語生活の内容、言語意識なども含まれることを指摘した。また、中古日本語や近代日本語のような時代差を位相差に含めるかは研究者によって意見が異なる。位相語のなかには、主にフィクションの世界でステレオタイプ化され、現実の位相語から乖離するものもある（役割語を参照）。